# Nörd-Tenträsket
Nörd-Tenträsket är en sjö i Piteå kommun i Norrbotten och ingår i Alterälvens huvudavrinningsområde. Sjön har en area på 0,225 kvadratkilometer och ligger 141 meter över havet.

## Delavrinningsområde
Nörd-Tenträsket ingår i det delavrinningsområde (729519-175294) som SMHI kallar för Inloppet i Bredträsket. Medelhöjden är 172 meter över havet och ytan är 13,28 kvadratkilometer. Det finns inga avrinningsområden uppströms utan avrinningsområdet är högsta punkten. Mattesbäcken som avvattnar avrinningsområdet har biflödesordning 2, vilket innebär att vattnet flödar genom totalt 2 vattendrag innan det når havet efter 40 kilometer. Avrinningsområdet består mestadels av skog (80 procent) och sankmarker (10 procent). Avrinningsområdet har 0,66 kvadratkilometer vattenytor vilket ger det en sjöprocent på 5 procent.